# آفتاب‌پرست
آفتاب‌پَرَست‌ها خانواده‌ای از خزندگان از خانوادهٔ آفتاب‌پرستان و مارمولک‌های جهان قدیم هستند که تا ژوئن ۲۰۱۵ تعداد ۲۰۰ گونه از آن‌ها توصیف شده‌اند. اعضای این خانواده بیشتر به خاطر طیف متمایز رنگ‌هایشان شناخته می‌شوند و قابلیت استتار با تغییر رنگ دارند. تعداد زیادی از این گونه‌ها تنوع قابل توجهی را در ظرفیت خود برای تغییر رنگ نشان می‌دهند. برای برخی از آن‌ها این تغییر رنگ، بیشتر یک تغییر روشنایی رنگ‌های بدن است و برای برخی دیگر، مجموعه‌ای از ترکیب‌های رنگی (قرمز، زرد، سبز، آبی) قابل مشاهده است. طول بدن آن‌ها از ۱٫۵ سانتی‌متر تا ۷۵ سانتی‌متر متغیر است.
آفتاب‌پرست‌ها بدنی پهن دارند که از دو پهلو به هم فشرده شده است. این جانوران دارای چشم‌های برجسته و بیرون آمده هستند که هریک از آن‌ها به‌طور مستقل حرکت کرده و جانور می‌تواند هم‌زمان جهات مختلف را ببیند. این جانور آهسته حرکت می‌کند و زبان چسبندهٔ بزرگی دارد که به بیرون پرتاب می‌کند و با آن حشرات را شکار می‌کند. آفتاب‌پرست‌ها همچنین دُم باریک و بلندی با ویژگی پیش‌گیرش دارند که گونه‌های درخت‌زی از آن به‌عنوان نقطهٔ لنگر برای حرکت و جابه‌جایی و توقف و استراحت استفاده می‌کنند. به همین دلیل، دم آن‌ها اغلب به عنوان «پای پنجم» شناخته می‌شود.
آفتاب‌پرست‌ها روزگرد هستند و برای شکار بی‌مهرگان، عمدتاً حشرات، سازگار هستند. البته گونه‌های بزرگ‌تر آفتاب‌پرست همچنین می‌توانند مهره‌داران کوچک را صید کنند. آفتاب‌پرست‌ها معمولاً درخت‌زی هستند، اما گونه‌های زیادی از آن‌ها نیز روی زمین زندگی می‌کنند. بسته به گونه، آن‌ها از جنگل‌های بارانی تا شرایط بیابانی و از مناطق پست تا ارتفاعات، پراکنده هستند. اکثر قریب به اتفاق آن‌ها در آفریقا (حدود نیمی از گونه‌ها محدود به ماداگاسکار هستند) زیست می‌کنند و یک گونه نیز در جنوب اروپا و تعداد کمی در جنوب آسیا تا شرق هند و سری‌لانکا پراکندگی دارند. چند گونه از آن‌ها نیز به‌صورت گونهٔ معرفی‌شده وارد طبیعت هاوایی و فلوریدا شده‌اند.

## پراکندگی و زیستگاه

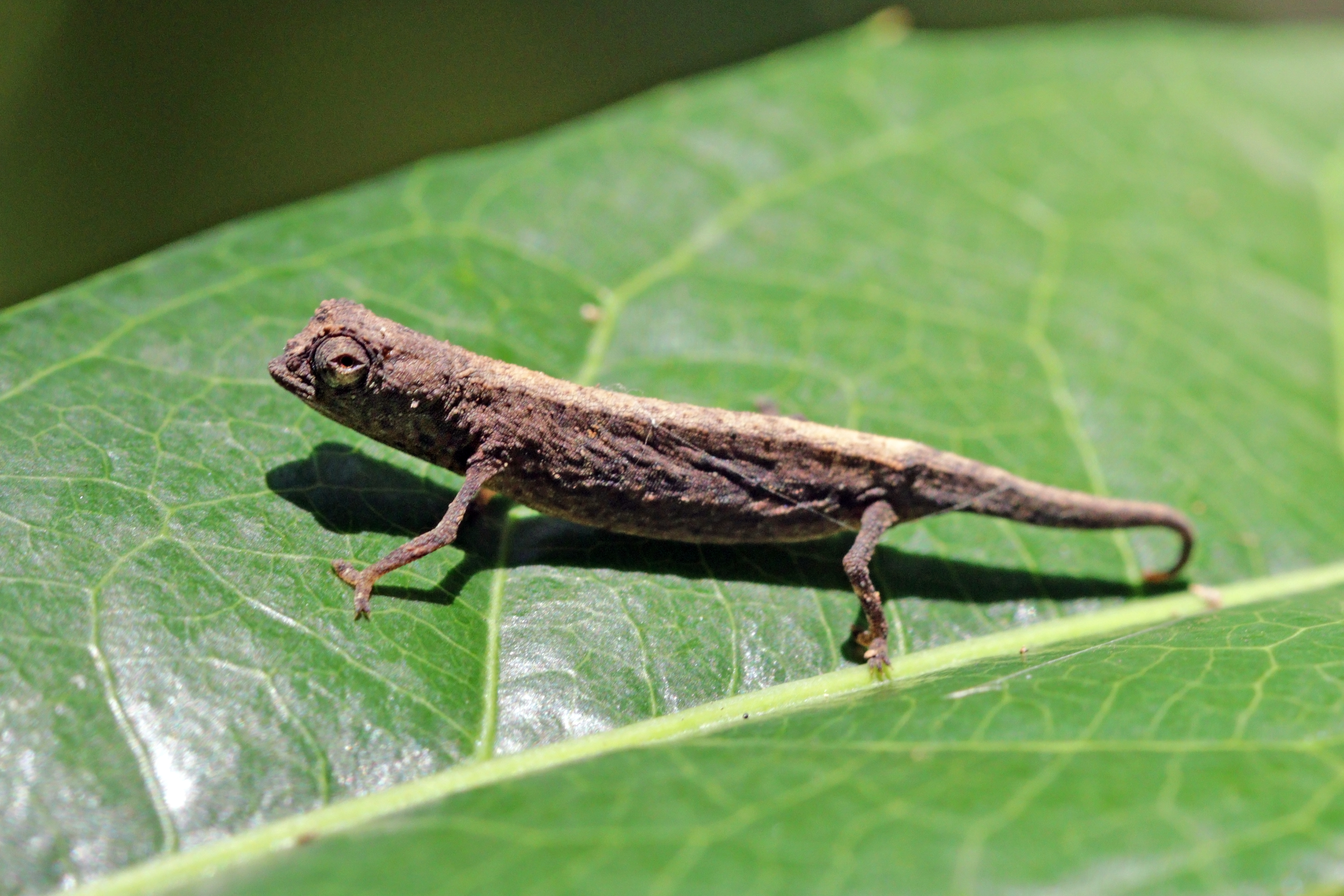
آفتاب‌پرست کوتوله در زیستگاه لوکوبهٔ ماداگاسکار. ۳۰ گونه آفتاب‌پرست در سردهٔ بروکسیا کوچک، معمولاً قهوه‌ای‌رنگ و عمدتاً زمینی هستند.

آفتاب‌پرست‌ها عمدتاً در سرزمین اصلی آفریقای جنوب صحرا و ماداگاسکار یافت می‌شوند. تقریباً نیمی از گونه‌های آفتاب‌پرست در جزیرهٔ ماداگاسکار زندگی می‌کنند. تا ژوئن ۲۰۱۵ تعداد ۲۰۰ گونه آفتاب‌پرست شناسایی شده است. گونه‌هایی از آن‌ها نیز در جنوب اروپا (کشورهای پرتغال، اسپانیا، ایتالیا، یونان، قبرس و مالت) و نیز در خاورمیانه، جنوب آسیا (پاکستان، هند و سری‌لانکا) و چندین جزیرهٔ کوچک در غرب اقیانوس هند پراکنده شده‌اند. آن‌ها همچنین به‌صورت گونهٔ معرفی‌شده در ایالات متحده در ایالات هاوایی، کالیفرنیا و فلوریدا دیده شده‌اند.
آفتاب‌پرست‌ها تنها در مناطق گرمسیری و نیمه‌گرمسیری یافت می‌شوند و در انواع جنگل‌های پست و کوهستانی، بوته‌زارها، ساواناها و گاهی بیابان‌ها زندگی می‌کنند، اما هر گونه تمایل دارد تنها به یکی از چند نوع زیستگاه مختلف محدود شود. آفتاب‌پرست‌های معمولی از زیرخانوادهٔ Chamaeleoninae درخت‌زی هستند و معمولاً در درختان یا بوته‌ها زندگی می‌کنند، البته تعداد کمی (به‌ویژه آفتاب‌پرست ناماکا) تا حدی یا تا حد زیادی زمینی هستند. سردهٔ بروکسیا که بیشتر گونه‌های زیرخانوادهٔ بروکسینه را تشکیل می‌دهد، در پوشش گیاهی کم یا روی زمین در میان بستر گیاهی زندگی می‌کنند. بسیاری از گونه‌های آفتاب‌پرست، پراکنش‌های کوچکی دارند و در معرض خطر تلقی می‌شوند. اکنون کاهش تعداد آفتاب‌پرست‌ها بیشتر به‌دلیل از دست دادن زیستگاه است.

## ویژگی‌ها

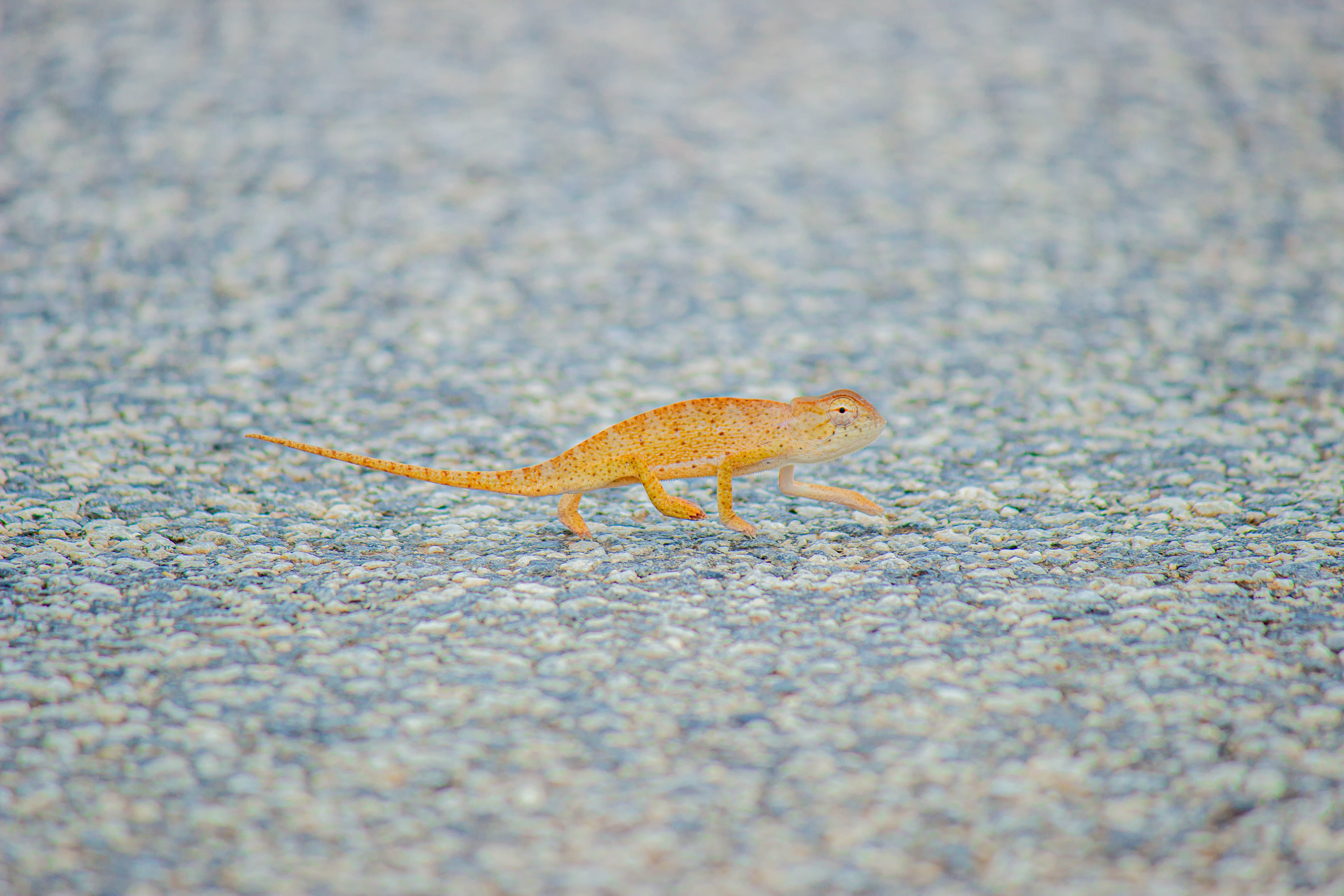
یک آفتاب‌پرست در غنا

### اندازه
آفتاب‌پرست‌ها از نظر اندازه و ساختار بدن بسیار متفاوت هستند و اندازهٔ آن‌ها از ۲٫۲ سانتی‌متر در آفتاب‌پرست نانای نر (یکی از کوچک‌ترین خزندگان جهان) تا ۶۸٫۵ سانتی‌متر در آفتاب‌پرست غول‌پیکر مالاگاسی نر متغیر است. بسیاری از آن‌ها دارای انواعی ضمائم و تزئینات در سر یا صورت هستند، مانند برآمدگی‌های بینی، یا برآمدگی‌های شاخ‌مانند در آفتاب‌پرست جکسون، یا تاج‌های بزرگ در بالای سر مانند آفتاب‌پرست پرده‌دار. بسیاری از گونه‌ها دارای دوریختی جنسی هستند و نرها معمولاً بسیار زیباتر از آفتاب‌پرست‌های ماده هستند.

### بینایی
چشم آفتاب‌پرست توانایی دید ۳۶۰ درجه را دارد و در یک‌زمان می‌تواند هر دو جهت را ببیند. چشم‌های آفتاب‌پرست متمایز از هر خزندهٔ دیگری است. آن‌ها می‌توانند به‌طور جداگانه و همزمان بر روی دو جسم متفاوت تمرکز کنند، که به آن‌ها اجازه می‌دهد تا چشمان خود را به‌طور مستقل از یکدیگر حرکت دهند.
هنگامی که آن‌ها طعمه را ببینند، هر دو چشم آن‌ها در همان جهت متمرکز می‌شود و دید آن‌ها بسیار تیز و عمیق می‌شود. آفتاب‌پرست‌ها بینایی بسیار خوبی در میان خزندگان دارند که به آن‌ها کمک می‌کند تا حشرات کوچک را از راه دور (۵–۱۰ متر) ببینند.
آفتاب‌پرست‌ها می‌توانند در نور مرئی و پرتو فرابنفش ببینند. آفتاب‌پرست در معرض نور فرابنفش سطح رفتار اجتماعی و فعالیت خود را افزایش می‌دهد و بیشتر تمایل به حمام آفتاب گرفتن و تغذیه دارد. همچنین به احتمال زیاد برای تولیدمثل نیز به پرتو فرابنفش نیاز دارند.
چشم آفتاب‌پرست‌ها به‌دلیل داشتن بیشترین تراکم سلول‌های مخروطی در شبکیهٔ چشم، دارای بالاترین بزرگ‌نمایی (به نسبت اندازهٔ جانور) در میان تمامی مهره‌داران است.

### زبان

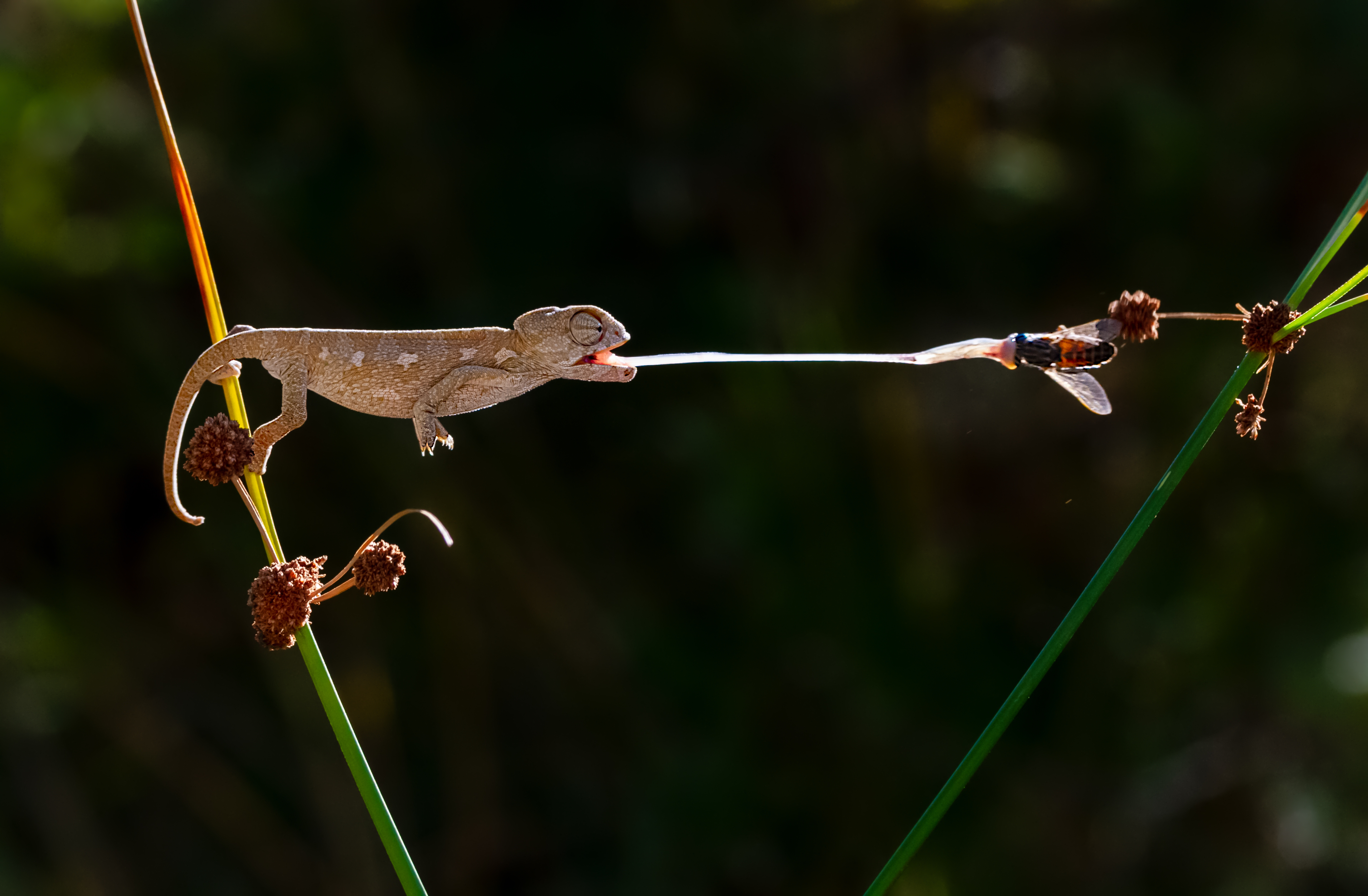
یک بچه آفتاب‌پرست در هنگام شکار طعمه

زبان‌های پرتابه‌ای این جانوران، ۱٫۵ تا ۲ برابر طول بدن آن‌ها است. آفتاب‌پرست برای شکار طعمهٔ خود که در فاصله‌ای دور قرار دارد از زبانش استفاده می‌کند. زبان آفتاب‌پرست‌ها عملکرد بسیار سریعی دارد و در ۰٫۰۷ ثانیه می‌تواند به شکار برسد. زبان آفتاب‌پرست دارای عضله‌ای بسیار قدرتمند و سطحی چسبناک است که با برخورد به طعمه آن را به سمت خود می‌کشد. آفتاب‌پرست‌ها مکانیسم بسیار مؤثری برای نگه داشتن طعمهٔ خود پس از تماس زبان با آن دارند، از جمله پدیده‌های سطحی، مانند چسبندگی مرطوب و در هم قفل شدن و مکش.
دستگاه زبان متشکل از استخوان‌های هیوئید بسیار اصلاح‌شده، ماهیچه‌های زبان و عناصر کلاژنی است. استخوان هیوئید دارای یک برآمدگی دراز و موازی است که یک ماهیچهٔ لوله‌ای و یک ماهیچهٔ شتاب‌دهنده روی آن قرار می‌گیرد. ماهیچهٔ شتاب‌دهنده منقبض می‌شود و مسئول ایجاد کارهایی برای تقویت برجستگی زبان، هم به‌طور مستقیم و هم از طریق بارگذاری عناصر کلاژنی است. ماهیچهٔ جمع‌کنندهٔ زبان، هیوگلوسوس، ماهیچه هیوئید و شتاب‌دهنده را به هم متصل می‌کند و مسئول بازگرداندن زبان به داخل دهان پس از برآمدگی زبان است.

### پاها
آفتاب‌پرست‌ها با استفاده از پاهای قدرتمند خود می‌توانند میان درختان حرکت کنند. پاها ظاهری انبرک‌مانند دارند. هر یک از پاهای آفتاب‌پرست دارای پنج انگشت هست که این پاهای تخصصی به آفتاب‌پرست کمک می‌کند تا روی شاخه‌های باریک یا ناهموار به خوبی حرکت کند. هر یک از انگشتان نیز دارای پنجه‌هایی تیز است که هنگام بالا رفتن از درختان و صخره‌ها به آن، ها کمک می‌کند.

### جنسیت
آفتاب‌پرست نر معمولاً آراسته‌تر است. بسیاری سر یا صورت زیبایی دارند، برآمدگی بینی و نیز برآمدگی شاخ مانندی دارند. بعضی دیگر نیز تاج‌های بزرگی را در بالای سر خود دارند.

### شنوایی
آفتاب‌پرست نمی‌تواند زیاد بشنود. آفتاب‌پرست مانند مار گوش خارجی یا میانی ندارد. با این حال، آفتاب‌پرست‌ها ناشنوا نیستند و می‌توانند فرکانس‌های صوتی در محدودهٔ ۲۰۰–۶۰۰ هرتز را تشخیص دهند.

## تغییر رنگ
گونه‌های مختلف آفتاب‌پرست می‌توانند رنگ خود را تغییر دهند و به رنگ‌های گوناگونی مانند صورتی، قرمز، نارنجی، سبز، سیاه، بنفش، قهوه‌ای، زرد و رنگ‌های ترکیبی در بیایند. آن‌ها این توانایی را به‌دلیل سلول‌های رنگیزه‌دار ویژه‌ای به نام کروماتوفور که در پوست خود دارند، به‌دست آورده‌اند. این سلول‌ها به پیام‌های هورمونی و عصبی پاسخ می‌دهند و باعث تغییر رنگ پوست آفتاب‌پرست می‌شوند.
پوست آفتاب‌پرست سه لایه از کروماتوفورها دارد:
1. پایین‌ترین لایه از سلول‌های کروماتوفور، که ملانوفور نامیده می‌شوند، رنگیزهٔ تیره رنگ دارند. این سلول‌ها شاخه‌هایی مانند دندریت‌های سلول‌های عصبی دارند که به سوی سطح پوست کشیده شده‌اند.
2. در بالای لایهٔ ملانوفورها لایه‌ای از سلول‌ها به‌نام گوانوفور یا ایریدوفور وجود دارد که بلورهای بی‌رنگ گوانین انباشته در آن‌ها، نور را به گونه‌ای بازتاب می‌دهند که باعث پدیدار شدن رنگ آبی می‌شود.
3. بالاترین لایه از سلول‌های کروماتوفور که زانتوفور نامیده می‌شود، باعث بازتابش نورهای زرد و قرمز می‌شود.

دانه‌های رنگیزه‌ای که در هر دسته از سلول‌های کروماتوفور وجود دارد، طول موجهای معینی را جذب می‌کنند و بازتاب می‌دهند. در ملانوفورها این دانه‌های رنگیزه می‌توانند به صورت متفاوت درون شاخه‌های دندریتی پراکنده شوند و در نتیجه انباشتشان در پوست تغییر می‌کند. با تغییر انباشت هر کدام از رنگیزه‌ها در پوست، رنگی که از پوست آفتاب‌پرست به چشم بیننده نمود می‌یابد، تغییر می‌کند. این دگرگونی‌ها را پیام‌های عصبی و هورمونی هماهنگ می‌کنند.

### دلایل تغییر رنگ
پژوهش‌ها نشان می‌دهد که نور، دما و روحیهٔ جانور باعث تغییر رنگ آفتاب‌پرست می‌شود. گاهی تغییر رنگ باعث آسایش بیشتر جانور می‌شود. گاهی به جانور کمک می‌کند با آفتاب‌پرست‌های دیگر ارتباط برقرار کند.
- نور: در نظر بگیرید که یک آفتاب‌پرست قهوه‌ای می‌خواهد در آفتاب استراحت بکند. مغز آفتاب‌پرست به سلول‌های زرد پوستش می‌گوید از سلول‌های آبی زیرشان بزرگ‌تر شوند، در نتیجه، آفتاب‌پرست سبزرنگ می‌شود و این رنگ روشن کمک می‌کند نور روشن از پوست آفتاب‌پرست بازتاب یابد.
- دما: اگر آفتاب‌پرست سردش شود، رنگ پوستش تیره‌تر می‌شود تا گرمای بیشتری را از نور خورشید جذب کند.
- روحیه: اگر آفتاب‌پرست ناراحت شود، رنگ زرد یا قرمز جای رنگ عادی‌اش را می‌گیرد. رنگیزهٔ ملانین به سطح پوست بالا می‌آید و باعث تیره‌تر شدن رنگ بخش‌هایی از پوست می‌شود. این ظاهر جدید به آفتاب‌پرست‌های دیگر می‌گوید که «من برای جنگیدن آماده‌ام».[۲۲]

#### پنهان شدن از دید شکارچیان
آفتاب‌پرست‌ها توسط جانوران مختلف دیگری شکار می‌شوند. پرندگان و مارها مهم‌ترین شکارچیان آفتاب‌پرست‌های بالغ هستند. بی‌مهرگان، به‌ویژه مورچه‌ها نیز تهدید مهمی علیه تخم و نوزادان کوچک آفتاب‌پرست‌ها هستند. آفتاب‌پرست‌ها توانایی مناسبی برای فرار از چنگ شکارچیان ندارند و به دیدگریزی به‌عنوان دفاع اصلی خود تکیه دارند. آفتاب‌پرست‌ها می‌توانند هم رنگ‌ها و هم الگوهای رنگی بدن خود را (به میزان‌های مختلف) تغییر دهند تا شبیه محیط اطراف خود شوند یا طرح کلی بدن را به هم بزنند و از دید دشمن بالقوه پنهان بمانند. آفتاب‌پرست‌ها تنها در صورت شناسایی توسط شکارچیان، به‌طور فعالانه از خود دفاع می‌کنند و حالت دفاعی بدن را اتخاذ می‌کنند. آن‌ها بدن خود را پهن و کشیده کرده و در زاویه‌ای نسبت به شکارچی قرار می‌گیرند که بزرگ‌تر به‌نظر برسند. آن‌ها همچنین با دهان باز به شکارچی هشدار می‌دهند و در صورت نیاز از پاها و آرواره‌ها برای مبارزه استفاده می‌کنند. گاهی نیز تولید برخی صداها بخشی از رفتارهای نمایشی و تهدیدآمیز علیه شکارچیان است.

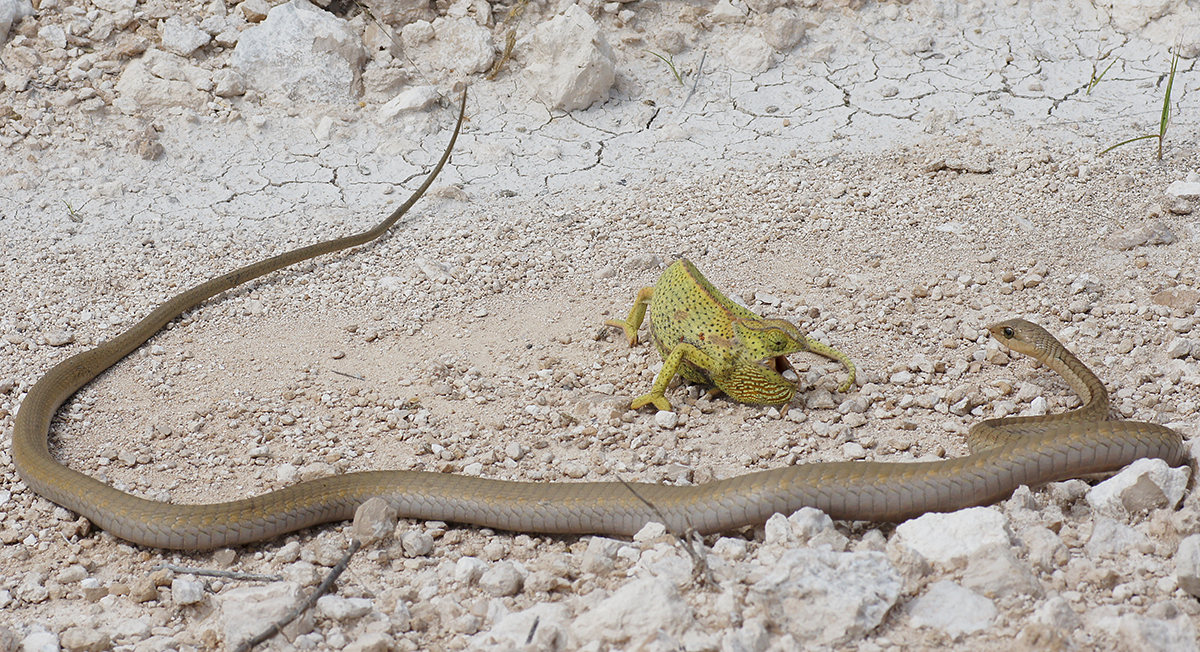
یک آفتاب‌پرست یقه‌دار (Chamaeleo dilepis) در وضعیت دفاعی در برابر حملهٔ یک مار بومسلنگ در نامیبیا
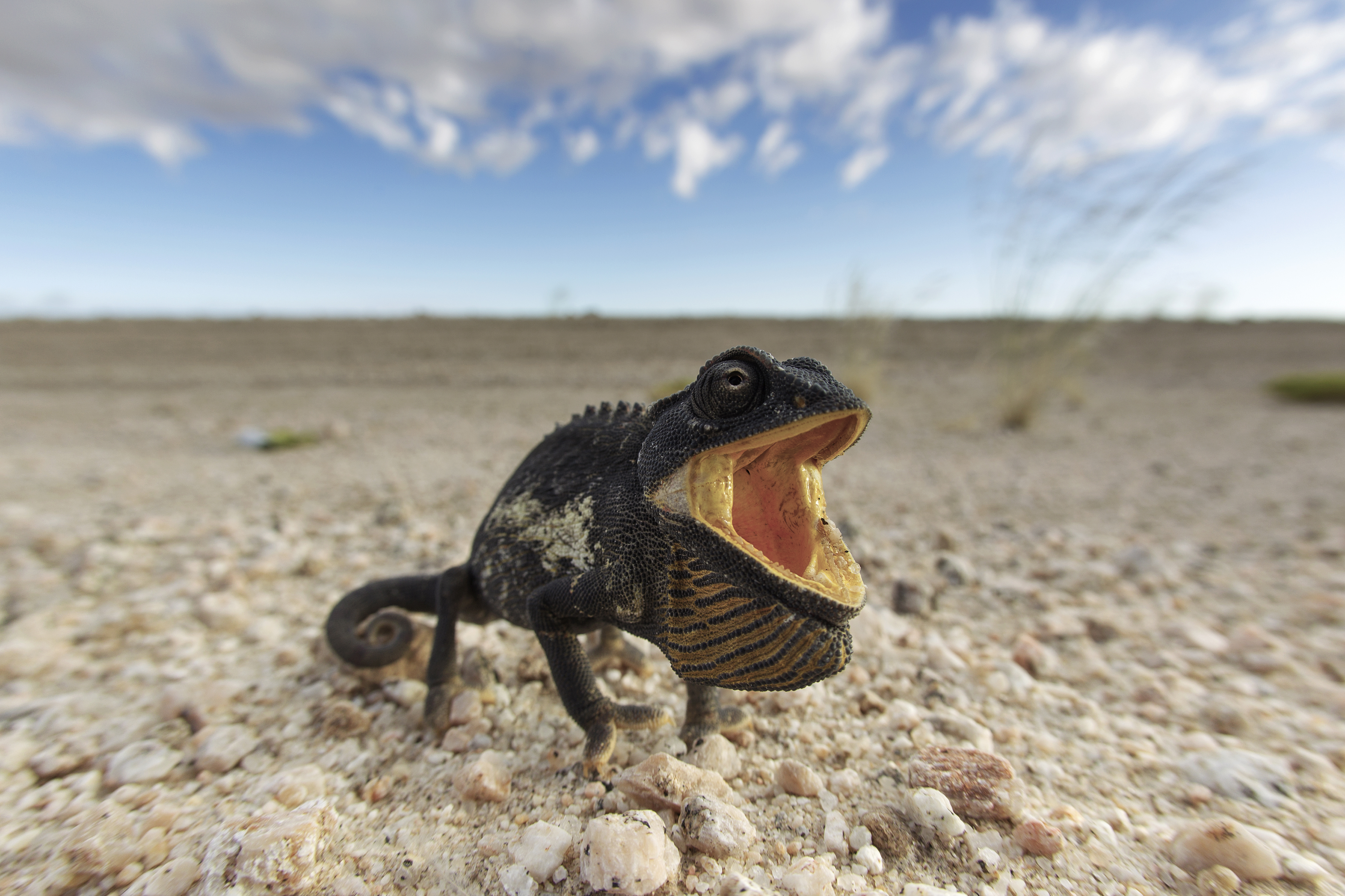
یک آفتاب‌پرست ناماکا در نامیبیا پس از احساس خطر به رنگ سیاه درآمده و دهان خود را به‌منظور ایجاد حس تهدید باز کرده است.

## تولید مثل

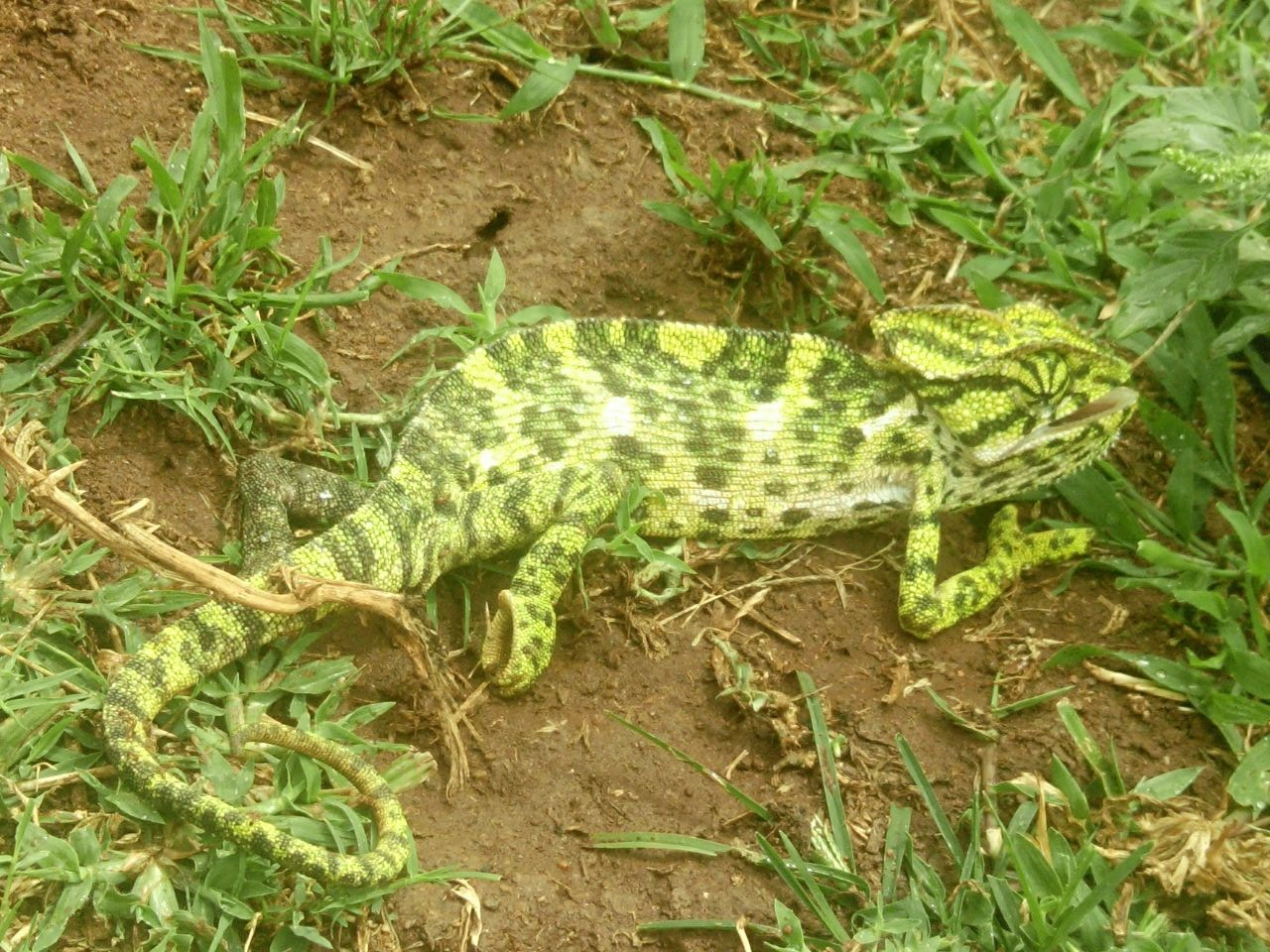
آفتاب‌پرستی در میسور، جنوب هند

بیشتر آفتاب‌پرست‌ها تخم‌گذار هستند، اما همهٔ گونه‌های سردهٔ برادیپودیون و بسیاری از گونه‌های سردهٔ تریکوسروس، تخم‌زنده‌زا هستند (البته برخی از زیست‌شناسان ترجیح می‌دهند از واژهٔ تخم‌زنده‌زا دوری کنند، زیرا با استفاده از آن در برخی از گروه‌های جانوری ناسازگار است و به‌جای آن از واژهٔ زنده‌زا استفاده می‌کنند).
گونه‌های تخم‌گذار، سه تا شش هفته پس از جفت‌گیری تخم می‌گذارند. آفتاب‌پرست ماده بسته به گونه یک سوراخ به عمق ۱۰ تا ۳۰ سانتی‌متر حفر کرده و در آن تخم‌گذاری می‌کند. تعداد تخم‌ها نیز بسته به گونه بسیار متفاوت است. گونه‌های کوچک سردهٔ بروکسیا ممکن است تنها دو تا چهار تخم بگذارند، درحالی‌که آفتاب‌پرست‌های بزرگ پرده‌دار ۲۰ تا ۲۰۰ تخم و آفتاب‌پرست پلنگی ۱۰ تا ۴۰ تخم می‌گذارد. نوزادان، باز هم بسته به گونه معمولاً پس از ۴ تا ۱۲ ماه از تخم خارج می‌شوند. برای نمونه، نوزادان آفتاب‌پرست پارسونز (Calumma parsoni) معمولاً پس از ۴۰۰ تا ۶۶۰ روز از تخم بیرون می‌آیند.
گونه‌های تخم‌زنده‌زا مانند آفتاب‌پرست جکسون (Trioceros jacksonii) یک دورهٔ بارداری پنج تا هفت‌ماهه دارند. هر آفتاب‌پرست نوزاد در غشای شفاف چسبناک کیسهٔ زرده خود متولد می‌شود. جانور ماده کیسه‌های حاوی نوزاد را روی شاخه‌ای قرار می‌دهد و در آنجا غشاء می‌ترکد و آفتاب‌پرست نوزاد، آزاد می‌شود. ماده می‌تواند طی هر دورهٔ بارداری تا ۳۰ نوزاد داشته باشد.

## به‌عنوان حیوان خانگی

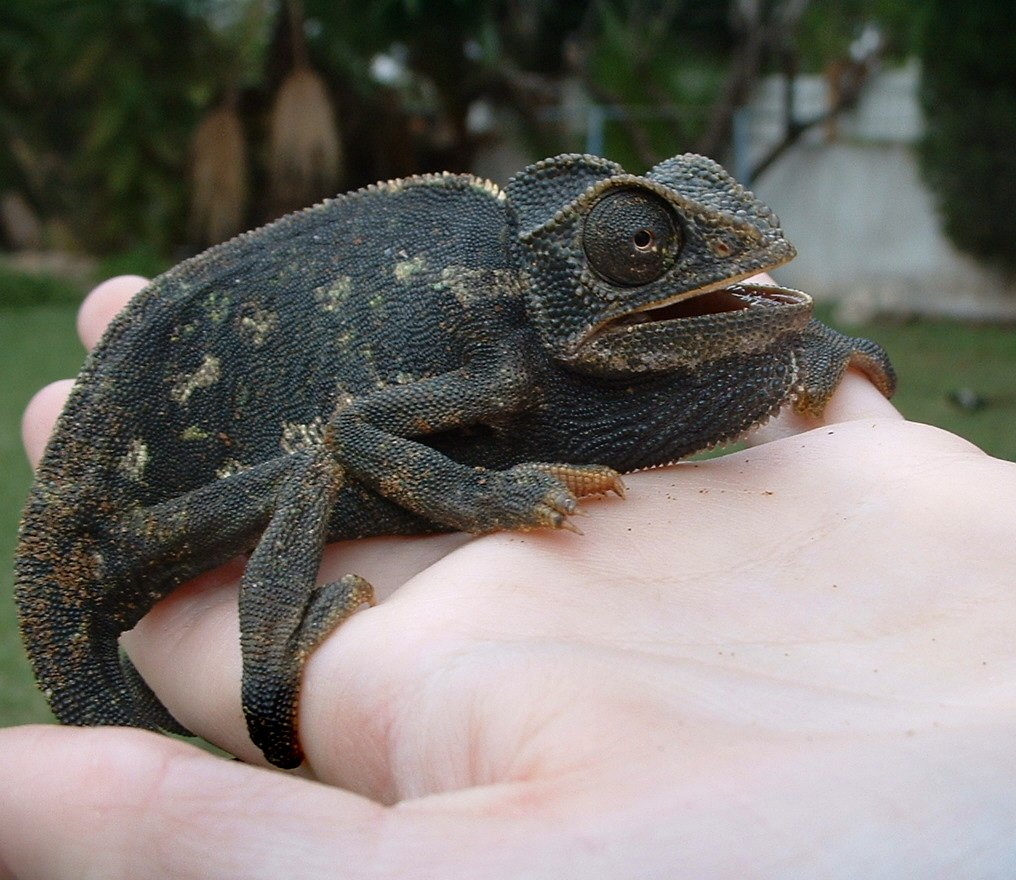
یک آفتاب‌پرست معمولی که به رنگ مشکی درآمده است

آفتاب‌پرست‌ها حیوانات خانگی خزندهٔ محبوبی هستند که بیشتر از کشورهای آفریقایی مانند ماداگاسکار، تانزانیا و توگو به کشورهای دیگر صادر می‌شوند. رایج‌ترین آن‌ها در این تجارت، عبارت‌اند از آفتاب‌پرست سنگالی (Chamaeleo senegalensis)، آفتاب‌پرست پرده‌دار یا آفتاب‌پرست یمنی (Chamaeleo calyptratus)، آفتاب‌پرست پلنگی (Furcifer pardalis) و آفتاب‌پرست جکسون (Trioceros jacksonii). آفتاب‌پرست‌های دیگری که در اسارت دیده می‌شوند (البته نه به‌صورت رایج) شامل گونه‌هایی مانند آفتاب‌پرست فَرش یا جواهر (Furcifer lateralis), آفتاب‌پرست مِلِر (Trioceros melleri)، آفتاب‌پرست پارسون (Calumma parsonii) و چند گونه از سردهٔ بروکسیا، آفتاب‌پرست‌های کوتوله و ریپلئون که از حساس‌ترین خزندگانی هستند که می‌توان صاحب آن‌ها شد اما نیاز به توجه و مراقبت تخصصی دارند.
ایالات متحده از اوایل دههٔ ۱۹۸۰ واردکنندهٔ اصلی آفتاب‌پرست بود و ۶۹ درصد از صادرات خزندگان آفریقایی را به خود اختصاص داده بود. اکنون اما به‌دلیل وضع قوانین سخت‌گیرانه‌تر برای محافظت از گونه‌ها در برابر گرفته‌شدن و صید از طبیعت و به‌دلیل مهاجم شدن بسیاری از جانوران غیربومی در مناطقی مانند فلوریدا، کاهش زیادی در واردات آن‌ها به آمریکا وجود داشته است. این جانوران البته همچنان محبوب هستند و در آمریکا در اسارت تکثیر یافته‌اند و اکنون این کشور می‌تواند تقاضای خود را در این زمینه برآورده کند و حتی به یک صادرکنندهٔ اصلی نیز تبدیل شده است.